# 今井英二 (俳優)
今井 英二（いまい えいじ、1985年7月31日 - ）は、日本の俳優。グリーンメディア所属。

## 来歴
愛知県出身。俳優デビュー後、数々映像作品でバイプレイヤーとして活躍。
2013年の『家族ゲーム（フジテレビ系）』にて、テレビドラマ初のレギュラー出演。
2023年には『ONE DAY〜聖夜のから騒ぎ〜（フジテレビ系）』にて、月9ドラマ枠で初のレギュラー出演。

## 人物
特技はバスケットボール、書道（準3段）。
趣味は散歩、ワイン飲み比べ、バスケットボール観戦。

## 出演

### テレビドラマ
- CSフジテレビTWO「おくさまは18歳」高校生 役（2011）[4]
- CX「花ざかりの君たちへ2011」陸上部員 役（2011）[4]
- CX「それでも、生きてゆく」少年院囚人 役（2011）[4]
- TBS「ランナウェイ〜愛する君のために」1話 囚人 役（2011）[4]
- CX「カエルの王女さま」2話 町民 役（2012）[4]
- CX「リッチマン、プアウーマン」7話 若者 役（2012）[4]
- CX「PRICELESS〜あるわけねぇだろ、んなもん!〜」3・4話 作業員 役（2012）[4]
- CX「dinner」10話 消費者金融店員 役（2013）[4]
- CX「家族ゲーム」会社員 役（2013）[4]
- MBS「悪霊病棟」制作会社社員 役（2013）[4]
- TBS「安堂ロイド〜A.I. knows LOVE?〜」4話 学生 役（2013）[4]
- CX「Smoking Gun 民間科捜研調査員 流田縁」2話 ラーメン屋店員 役（2014）[4]
- CX「森光子を生きた女〜日本一愛されたお母さんは、日本一寂しい女だった〜」（2014）[4]
- TBS「おやじの背中」4話 反体制運動家 役（2014）[4]
- TX「アオイホノオ」先輩 役（2014）[4]
- TBS「まっしろ」2話（2015）[4]
- NTV「マジすか学園4」8話 救急隊員 役（2015）[4]
- TBS「流星ワゴン」チンピラ 役（2015）[4]
- CX「ゴーストライター」編集者 役（2015）[4]
- CX「心がポキッとね」4話 カメラマン 役（2015）[4]
- THK「癒し屋キリコの約束」36話 男性客 役（2015）[4]
- NHK 「初恋芸人」(2016）[4]
- CX「いつかこの恋を思い出してきっと泣いてしまう」9話（2016）[4]
- TBS「重版出来!」5話 賭場男性 役（2016）[4]
- TBS「コック警部の晩餐会」1・3・8話 捜査員・鑑識 役（2016）[4]
- TX「ウルトラマンオーブ」19話 カップル男性 役（2016）[4]
- Hulu「山岸ですがなにか」AD 役（2017）[4]
- TBS「リバース」1話 同級生 役（2017）[4]
- EX「やすらぎの郷」15話 AD 役（2017）[4]
- TX「コードネームミラージュ」11・12話 死刑囚 役（2017）[4]
- FOD・CX「&美少女 NEXT GIRL meets Tokyo」9話 亀田洋介 役（2017）[4]
- TBS「カンナさーん!」2話 フォロワー 役（2017）[4]
- KTV「FINAL CUT」6話 コンビニの男 役（2018）[4]
- TBS「99.9-刑事専門弁護士- season2」最終話 研究所助手 役（2018）[4]
- NHK大河ドラマ「西郷どん」15話 飛脚 役（2018）[4]
- NHK-BS「逆転人生」刑事 役（2018）[4]
- EX「未解決の女」6話 クラブ店主 役（2018）[4]
- NHK「フェイクニュース あるいはどこか遠くの戦争の話」池田健太 役（2018）[4]
- NTV「ドロ刑」3話 容疑者 役（2018）[4]
- NTV「家売るオンナの逆襲」1話 記者 役（2019）[4]
- YTV「向かいのバズる家族」1話（2019）[4]
- AbemaTV「御曹司ボーイズ」TVクルー照明 役（2019） [4]
- TBS「Heaven？」1話 工務店さん 役（2019）[4]
- KTV「まだ結婚できない男」1・8話 作業員 役（2019）[4]
- EX「ケイジとケンジ〜所轄と地検の24時〜」1・6・最終話（2020） [4]
- KTV「10の秘密」1話（2020）[4]
- Paravi「恋はつづくよどこまでも」1話（2020）[4]
- EX「家政夫のミタゾノ」7話（2020）[4]
- TBS「おカネの切れ目が恋のはじまり」1話（2020）[4]
- TX「メンズ校」角田修 役 （2020）[4]
- CX「監察医 朝顔」7話（2020）[4]
- TBS「天国と地獄〜サイコな2人〜」 8話（2021）[4]
- EX 「鹿楓堂よついろ日和」3話（2022）[4]
- NTV「名探偵ステイホームズ」 前編・後編（2022）[4]
- CX「元彼の遺言状」1話（2022）[4]
- EX「未来への10カウント」最終話（2022）[4]
- TBS「持続可能な恋ですか?〜父と娘の結婚行進曲〜」1話（2022）[4]
- NTV「祈りのカルテ」2話（2022）[4]
- エンタメ～テレ「心霊グランドハウス～ねむりめ～」スピンオフ（2023） [4]
- TBS「ペンディングトレイン-8時23分、明日 君と」6話（2023）[4]
- CX「ばらかもん」3話（2023）[4]
- TBS「トリリオンゲーム」1話（2023）[4]
- EX「シッコウ!!〜犬と私と執行官〜」5話 買受人 役（2023）[4]
- CX「この素晴らしき世界」9話（2023）[4]
- NHK「アナウンサーたちの戦争」（2023）[4]
- CX「ONE DAY～聖夜のから騒ぎ～」 山田隆史 役（2023）[6]
- EX 「民王R」（2024） - 警察官 役

### 映画
- 「極道めし」囚人 役 （2011）[4]
- 「グラスホッパー」（2014）[4]
- 「HK 変態仮面 アブノーマル・クライシス」警備員 役 （2016）[4]
- 「殿、利息でござる!」人足 役 （2016）[4]
- 「闇金ウシジマくん ザ・ファイナル」北尾 役 （2016）[4]
- 「…and LOVE」スタッフ 役 （2017）[4]
- 「便利屋エレジー」AD 役 （2017）[4]
- 「悪人＜罪人＞」刑事 役（2018）[4]
- 「さらば青春、されど青春」同僚 役 （2018）[4]
- 「Dr.コト―診療所」（2022）[4]

### 舞台
- 劇団夜想会「俺は、君のためにこそ死ににいく」山田伍長 役 紀伊国屋ホール（2011）[4]
- 劇団龍門「やれんのかっ!?」明石スタジオ（2013） [4]
- 「What a Wonderful World」東京・宮城公演（2014）[4]
- 「恋離」 中野ザ・ポケット（2015）[4]
- Sai：Ai時計 第1回公演「便利屋チームラビッシュ」 THEATER BRATS（2017） [4]
- 「Silent Majority」（2018） [4]
- Sai：Ai時計 第2回公演「トニー、もう我慢できない」 中野ザ・ポケット（2019） [4]

### 広告
- 「TOYOTA ReBORN」（2012）[4]
- 「WOWOWプライム」（2012）[4]
- 「Auスマートパス」（2012） [4]
- 「IHI」プラネタリウム編（2012～2013） [4]
- 「大正漢方胃腸薬」（2012） [4]
- 「ダイワハウス」（2012～2013）[4]
- 「アイデム」（2013） [4]
- 「江崎グリコ」（2013） [4]
- 「コカ・コーラ ジョージア」（2014） [4]
- 「DTV」DANCE篇（2015～2016）[4]
- 「TOYOTA カローラ」（2016）[4]
- 「アフラック生命保険」（2018～2019）[4]
- 「ビタブリッドジャパン」（2022～）[4]